# Рівняння Абеля (функціональні)
```
Абелеві рівняння
, назвали на честь 
Нільс Генрік Абель
, є типом 
функціонального рівняння
 його можна записати у формі
```

{\displaystyle f(h(x))=h(x+1)}
або, еквівалентно, 
{\displaystyle \alpha (f(x))=\alpha (x)+1}
і контролює ітерацію   f.

## Еквівалентність
Це рівняння еквівалентності. Припускаючи, що  α є зворотньою функцією, друге рівняння можна записати як
{\displaystyle \alpha ^{-1}(\alpha (f(x)))=\alpha ^{-1}(\alpha (x)+1)\,.}
Беручи  x =  α−1(y), рівняння можна записати як
{\displaystyle f(\alpha ^{-1}(y))=\alpha ^{-1}(y+1)\,.}
Якщо функція f(x)  вважається відомою,  завдання полягає у вирішенні функціонального рівняння для функції α−1≡h,що, можливо, задовольняє додаткові вимоги, такі як α−1(0) = 1.
Зміна змінних sα(x) =  Ψ(x), для реального параметра s,призводить рівняння Абеля до знаменитого  Рівняння Шредера, Ψ(f(x)) = s Ψ(x) .
Подальша зміна F(x) = exp(sα(x))  в рівнянні Бьоттчера,  F(f(x)) = F(x)s.
Рівняння Абеля є особливим випадком (і легко узагальнює) рівняння перекладу,
{\displaystyle \omega (\omega (x,u),v)=\omega (x,u+v)~,}
e.g., for {\displaystyle \omega (x,1)=f(x)}, 
{\displaystyle \omega (x,u)=\alpha ^{-1}(\alpha (x)+u)}.        (Observe  ω(x,0) = x.)